# Mark Sanders

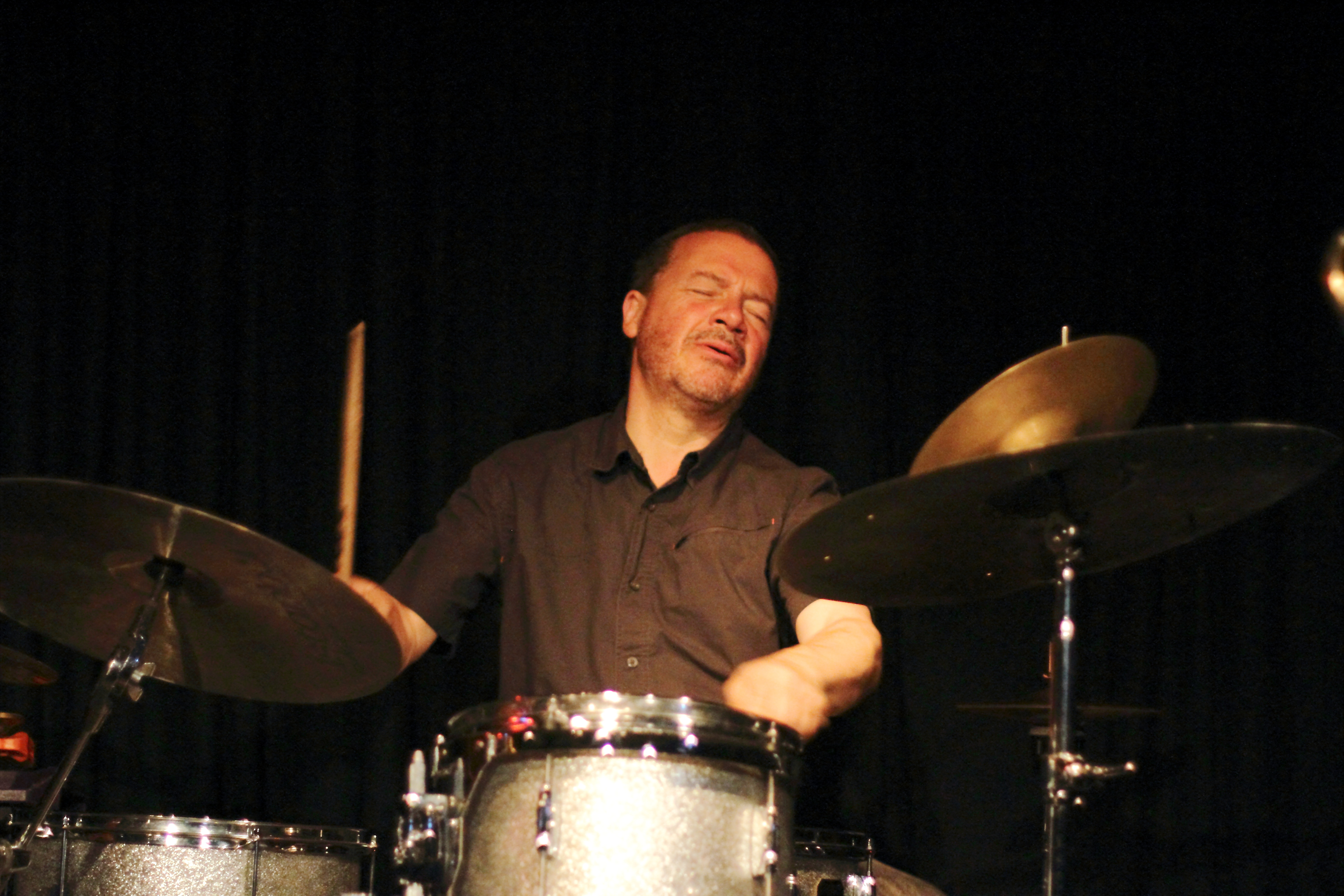
Mark Sanders mit dem Foils Quartet im Club W71, 2016

Mark Sanders (* 31. August 1960 in Beckenham, Süd-London) ist ein britischer Schlagzeuger des Modern Creative und der freien Improvisationsmusik.

## Leben und Wirken
Sanders spielte zunächst in den frühen 1980er Jahren mit Rockgruppen, bevor ihm sein Freund Paul Rogers den Jazz nahebrachte. Sein Haupteinfluss ist Will Evans. In den späten 1980er Jahren spielte er sowohl Improvisationsmusik in Duos mit Pat Thomas und Phil Durrant, trat aber auch mit Musikern wie Dudu Pukwana, Dick Heckstall-Smith oder Peter Nu auf. Mit der Gruppe Spirit Level spielte er Ende der 1980er Jahre auch auf europäischen Festivals. In den 1990er Jahren wurde er Mitglied der Gruppen sowohl von Evan Parker, mit dem er in Europa und Nordamerika tourte, als auch von Elton Dean (zunächst im Quartett mit Harry Beckett und Marcio Mattos, später mit Paul Rogers und Howard Riley). Auch wurde er zu zahlreichen Aufnahmen des französischen NATO-Labels herangezogen, etwa mit Mahmoud Ghania. In den späten 1990er Jahren stieß er zu Bandprojekten von Jah Wobble, wo er mit Harold Budd, Jaki Liebezeit, Bill Laswell, Graham Haynes, aber auch Gigi und weiteren Weltmusikern aufnahm und Konzerte spielte. Er trat mit Derek Bailey, Ivo Perelman, Agustí Fernández, Paul Rutherford, Veryan Weston, Mark Hanslip sowie mit zahlreichen weiteren Improvisationsmusikern auf, bevor er mit Peter Brötzmann und Frode Gjerstad durch Skandinavien tourte.
Mehrfach war er mit Hasse Poulsen, Luc Ex und Phil Minton bzw. Sidsel Endresen als SPEEQ in Europa unterwegs. Er nahm mit Evan Parker, Elton Dean, Larry Stabbins, Thomas Borgmann, dem London Improvisers Orchestra, Jon Lloyd, Lotte Anker, Kris Wanders, Ken Vandermark sowie mit Frode Gjerstad und John Edwards auf.
Zu hören ist er auch auf Ruth Gollers Skyllumina (2024) und auf John Butchers Fluid Fixations (2024).
Sanders lehrte verschiedentlich an der Royal Academy of Music und der Guildhall School of Music.

## Diskographische Hinweise
- Tony Bevan, Orphy Robinson, John Edwards, Ashley Wales, Mark Sanders: Bruised (Foghorn 2005)
- Rachel Musson, Pat Thomas, Mark Sanders: Shifa: Live at Cafe Oto (577 Records 2019)
- Somersault: Numerology of Birdsong (2019), mit Olie Brice, Tobias Delius
- Frank Paul Schubert, Uwe Oberg, Paul Rogers & Mark Sanders: Open Ends (2020)
- Olie Brice, Rachel Musson & Mark Sanders: Immense Blue (2024)
- John Butcher in Duos with Angharad Davies, John Edwards, Mark Sanders and Pat Thomas: Lower Marsh (2024)
- John Butcher with Angharad Davies, Mark Sanders & Pat Thomas: Unlockings (2024)
- Sergio Armaroli: Introducing a Very Heavy Person (2025)